# Школа «Севеноукс»
51°15′54″ пн. ш. 0°11′42″ сх. д. / 51.265° пн. ш. 0.195° сх. д.
Школа Севеноукс (англ. Sevenoaks School) — це державна школа загального навчання у місті Севенокс у графстві Кент, Англія. Заснована у 1432 році, вона є найстарішою світською школою у Великій Британії. У школі навчається майже 1 000 учнів, денних, напівпансіонних і пансіонних, віком від 11 до 18 років, причому хлопчиків і дівчаток приблизно порівну.
У 1960-х роках школа була піонером у прийомі учнів із інших країн. Сьогодні тут представлено понад 40 національностей. У той же час школа залишається міцно вкоріненим у місцевому житті та підтримує такі традиції, як фестиваль Sevenoaks та музичні концерти в обідню пору, також розпочаті у 1960-х роках. У 1966 році були утворені «французько-англійський класи» спільно зі школою Сен-Мартен-де-Франс у Понтуазі, в якому учні, еквівалентні четвертому класу, проводять свій останній семестр, чергуючись між двома школами.
У 1999 році школа перейшла з англійської системи іспитів Advanced Level або A level на Міжнародний Бакалавріат. Вона є членом групи шкіл G20.

## Історія
Школа була заснована у 1432 році Вільямом Севеноком відповідно до його заповіту з метою дати хлопчикам із міста Севеноукс класичну освіту, вільну від релігійних обмежень. Таким чином, це один із найстаріших світських фондів в Англії.
Школа розміщувалася в невеликих будинках у місті, поки в 1730 році не було збудовано постійну будівлю з ініціативи Річарда Бойла, графа Берлінгтона, друга тодішнього директора школи Елайджі Фентона.
До кінця 19 століття школа залишалася скромною за розмірами. У свій час було всього чотири учні.
В 1884 директор школи Джеймс Біркетт почав роботу з підвищення статусу Sevenoaks School до рівня класичної школи першого класу. Коли він пішов у відставку у 1890-х роках, у школі було понад 100 учнів.
У 1920-х роках директор школи Джеймс Хіггс-Уолкер відкрив денну школу, розширив спортивні споруди школи та розвинув позакласну діяльність. Чарльз Пламптр Джонсон та його брат Едвард зробили численні пожертвування школі Sevenoaks:
- Флагшток, 1924 рік,
- Торнхілл, 1924 рік, який став Будинком Джонсона для інтернів,
- Зал Джонсона, 1936 рік, нині бібліотека Джонсона,
- Санаторій, 1938 рік,
- Парк Ґрейндж, 1946 рік.